# The Best〜タイアップコレクション〜
『The Best〜タイアップコレクション〜』は、Suara1枚目のベスト・アルバム。2012年9月26日にフィックスレコードからSACDハイブリッド盤としてリリースされた。

## 解説
- Suara初のベスト・アルバム。
- 発売時点までに発表されたタイアップ曲全28曲が収録されている。ただし、ラジオ番組『うたわれるものらじお』エンディングテーマの「永久に」とアニメ『あさっての方向。』イメージソングの「なみだぐも」は収録されていない。
- 通常版は2枚組、初回限定盤はそれにSpecial Discを加えた3枚組で構成されている。

## 収録曲

### Disc1
1. 睡蓮-あまねく花- [4:35]
作詞：須谷尚子、作曲・編曲：豆田将
  - PCゲームソフト『鎖 -クサリ-』オープニングテーマ。
2. 星座 [6:22]
作詞:須谷尚子、作曲・編曲:松岡純也
  - PCゲームソフト『鎖 -クサリ-』エンディングテーマ。
3. トモシビ [4:09]
作詞・作曲：巽明子、編曲：4 Trees Music
  - TVアニメ『ToHeart2』エンディングテーマ。アルバム初収録。
4. 夢想歌 [4:07]
作詞：須谷尚子、作曲：衣笠道雄、編曲：豆田将
  - 1stシングル。TVアニメ『うたわれるもの』オープニングテーマ。
5. 君だけの旅路 [3:58]
作詞：須谷尚子、作曲・編曲：衣笠道雄
  - PS2ソフト『うたわれるもの 散りゆく者への子守唄』オープニングテーマ。
6. キミガタメ [7:03]
作詞：須谷尚子、作曲：下川直哉、編曲：衣笠道雄
  - PS2ソフト『うたわれるもの  散りゆく者への子守唄』エンディングテーマ。
7. 光の季節 [4:37]
作詞:BABY FAZE、作曲：衣笠道雄、編曲：大久保薫
  - 2ndシングル。TVアニメ『あさっての方向。』オープニングテーマ。
8. 傘 [4:16]
作詞：巽明子、作曲：菊池美司代、編曲：藤間仁 (Elements Garden)
  - 2ndシングル「光の季節」のカップリング。TVアニメ『あさっての方向。』挿入歌。アルバム初収録。
9. 一番星 [4:13]
作詞：U、作曲・編曲：衣笠道雄
  - 3rdシングル。OVA『ToHeart2』オープニングテーマ。
10. I am [4:40]
作詞：未海、作曲・編曲：衣笠道雄
  - 3rdシングル「一番星」のカップリング。OVA『ToHeart2』エンディングテーマ。アルバム初収録。
11. BLUE [4:46]
作詞：大倉雅彦、作曲：Clara、編曲：藤間仁 (Elements Garden)
  - 4thシングル。TVアニメ『BLUE DROP 〜天使達の戯曲〜』オープニングテーマ。
12. 蕾-blue dreams- [4:11]
作詞：Bee'、作曲：衣笠道雄、編曲：藤田淳平 (Elements Garden)
  - 4thシングル。TVアニメ『BLUE DROP 〜天使達の戯曲〜』エンディングテーマ。
13. 忘れないで [4:09]
作詞・作曲：shilo、編曲：石川智久
  - 5thシングル。TVアニメ『キミキス pure rouge』後期エンディングテーマ。シングルバージョンはアルバム初収録。
14. haunting melody [4:01]
作詞：須谷尚子、作曲・編曲：衣笠道雄
  - PS3ソフト『ティアーズ・トゥ・ティアラ 花冠の大地』オープニングテーマ。
15. memory [6:54]
作詞：須谷尚子、作曲：下川直哉、編曲：衣笠道雄
  - PS3ソフト『ティアーズ・トゥ・ティアラ 花冠の大地』エンディングテーマ。

### Disc2
1. 舞い落ちる雪のように [4:53]
作詞：須谷尚子、作曲・編曲：衣笠道雄
  - 6thシングル。TVアニメ『WHITE ALBUM』前期エンディングテーマ。
2. Free and Dream [3:48]
作詞：須谷尚子、作曲：下川直哉、編曲：衣笠道雄
  - 7thシングル。TVアニメ『ティアーズ・トゥ・ティアラ』オープニングテーマ。
3. adamant faith [4:36]
作詞：須谷尚子、作曲・編曲：松岡純也
  - 8thシングル。OVA『うたわれるもの』オープニングテーマ。
4. フレンズ [4:11]
作詞：須谷尚子、作曲・編曲：衣笠道雄
  - ラジオ番組『ChaosTCG おれよめラジオ』オープニングテーマ。
5. 花詞 [4:23]
作詞：SHINO、作曲：Kushiko、編曲：衣笠道雄
  - PCゲームソフト『痕 〜きずあと〜』オープニングテーマ。
6. うつせみ [5:52]
作詞：須谷尚子、作曲：下川直哉、編曲：松岡純也
  - PCゲームソフト『痕 〜きずあと〜』エンディングテーマ。
7. MOON PHASE [4:54]
作詞：未海、作曲：折戸伸治、編曲：衣笠道雄
  - PCゲームソフト『雫』（2009年版）トゥルーエンディングテーマ。
8. 赤い糸 [4:35]
作詞：須谷尚子、作曲・編曲：松岡純也
  - 9thシングル。TVアニメ『WHITE ALBUM』後期エンディングテーマ。
9. 雪の魔法 [5:02]
作詞：須谷尚子、作曲・編曲：松岡純也
  - PS3ソフト『WHITE ALBUM 〜綴られる冬の想い出〜』オープニングテーマ。
10. POWDER SNOW [5:06]
作詞：須谷尚子、作曲：下川直哉、編曲：衣笠道雄
  - PS3ソフト『WHITE ALBUM 〜綴られる冬の想い出〜』エンディングテーマ。
11. 君のかわり [6:07]
作詞・作曲・編曲：豆田将
  - PS3ソフト『WHITE ALBUM 〜綴られる冬の想い出〜』挿入歌。
12. 虹色の未来 [3:37]
作詞：須谷尚子、作曲：石川真也、編曲：衣笠道雄
  - OVA『ToHeart2 ダンジョントラベラーズ』オープニングテーマ。アルバム初収録。
13. Future World [3:22]
作詞：須谷尚子、作曲：石川真也、編曲：石川真也・衣笠道雄
  - PS3ソフト『AQUAPAZZA』オープニングテーマ。アルバム初収録。

### Special Disc
- 初回限定盤のみ付属。
- 「Pure version」は「Pure -AQUAPLUS LEGEND OF ACOUSTICS-」に収録されていたバージョン。「Remix 2010」は「アマネウタ」（SACD盤）に収録されていたバージョン。「Pure2 version」は「Pure2 -Ultimate Cool Japan Jazz-」に収録されていたバージョン。

1. 夢想歌 (Pure version) [5:27]
編曲：上松範康 (Elements Garden)
2. POWDER SNOW (Pure version) [5:16]
編曲：藤田淳平 (Elements Garden)
3. キミガタメ (Pure version) [5:35]
編曲：藤間仁 (Elements Garden)
4. 星座 (Pure version) [6:43]
編曲：藤田淳平 (Elements Garden)
5. 睡蓮-あまねく花- (Remix 2010) [4:36]
6. 星座 (Remix 2010) [6:23]
7. トモシビ (acoustic version) (Remix 2010) [4:27]
8. キミガタメ (Pure2 version) [5:34]
編曲：小林俊太郎
9. 星想夜曲 (Pure2 version) [6:13]
編曲：小林俊太郎
  - 1stシングル「夢想歌」のカップリング。本曲はこのアルバムで唯一の非タイアップ曲である。
10. トモシビ (Pure2 version) [4:27]
編曲：小林俊太郎
11. Tears to Tiara -凱歌- (Pure2 version) [5:14]
編曲：小林俊太郎
12. memory (English version) [6:54]
訳詞：Suara
  - PS3ソフト『ティアーズ・トゥ・ティアラ 花冠の大地』Hardモードエンディングテーマ。アルバム初収録。